# Romvong

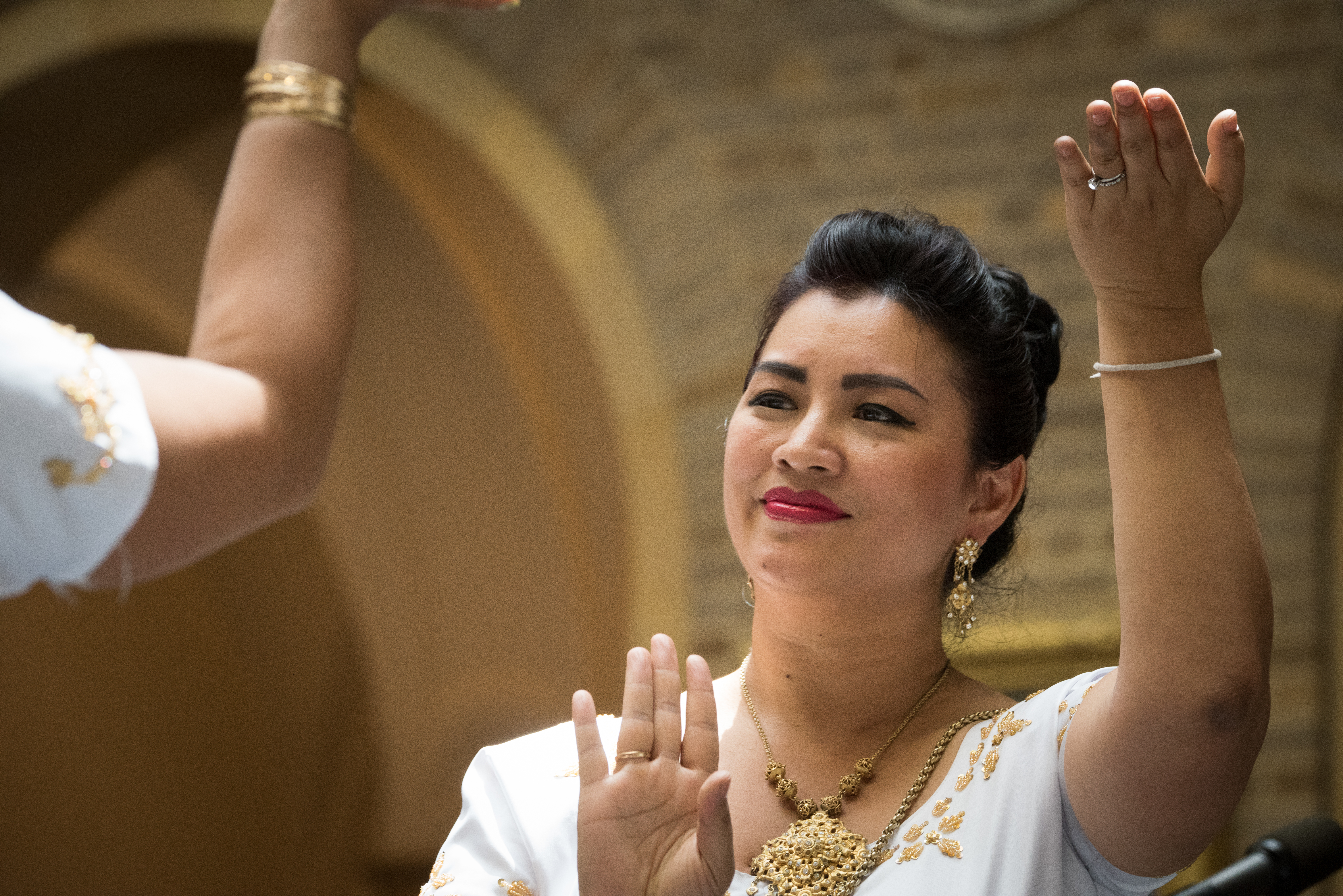
Mouvements de main dans le Romvong.

Le Romvong (រាំវង់ en khmer, ລໍາ ວົງ - lám wóŋ en lao (« Lamvong ») et รำวง en thaï (« Ramwong »)). En Occident, communément appelé Rom vong, ou Roam vong, il est un type de danse lente de l'Asie du Sud-Est dans laquelle les femmes et les hommes tournent, dans un même cercle, en intégrant des mouvements de main gracieux et un jeu de jambes simple. 
Le Ramvong est une danse folklorique très populaire au Cambodge, au Laos et en Thaïlande, interprétée lors des fêtes traditionnelles khmères notamment dans les ethnies Khmer Loeu, Phnong, Krung, Prou et Tampuan. Ce style de danse circulaire est du reste revendiqué comme patrimoine culturel dans ces trois pays.

## Description
Le schéma de base implique que deux couples croisent leurs doigts perpendiculairement à leurs poignets, en amenant leurs mains de l'arrière du corps vers le visage. Dans le même temps ils se redressent et pliant leurs doigts, alors que leurs mains se déplacent dans des directions opposées, une à gauche et une à droite. Les jambes se déplacent dans la direction opposée du partenaire. Les danseurs tournent en cercle, en respectant le rythme du tambour. Il y a souvent un poteau décoré ou un vase de fleurs utilisé pour marquer le centre du cercle.

## Importance en Thaïlande

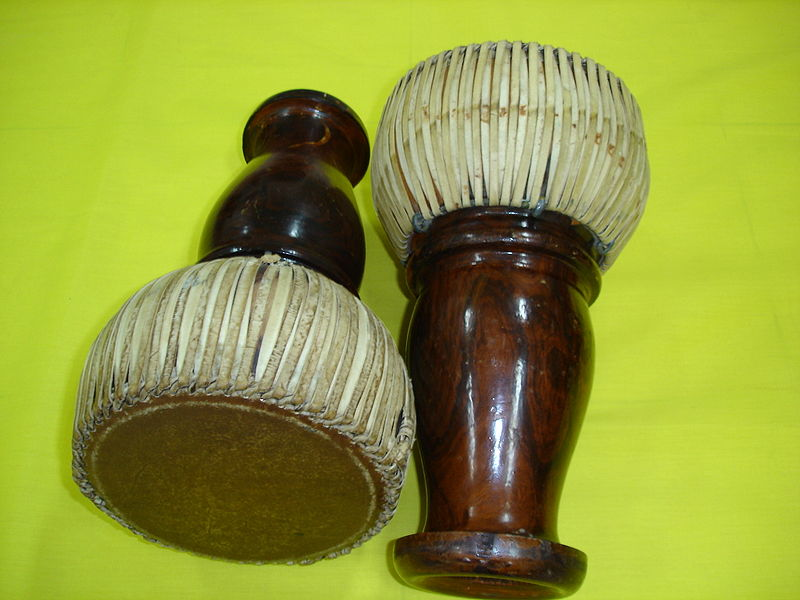
Thon est un tambour utilisé pour marquer le rythme dans ramthon.

En Thaïlande, on considère que le « ramwong » est originaire de « ramthon » ((รำ โทน), un genre plus ancien de Danse traditionnelle du folklore dans laquelle le rythme est marqué par un tambour appelé « thon » ( โทน). Le département des beaux-arts de Thaïlande a identifié plus de dix styles différents de ramwong.
Le ramwong a été initié par le Premier ministre Plaek Phibunsongkhram lors des moments difficiles de la seconde guerre mondiale en Thaïlande. Afin d'occulter la pénurie, il a encouragé le peuple thaïlandais à s'amuser en pratiquant la danse du ramwong. 
Par ailleurs, dans le cadre du processus d'unification culturelle des différentes ethniques (thaï -isation), le Premier ministre chercha surtout à promouvoir le ramwong pour enrayer la popularité croissante accordée par le peuple aux danses occidentales comme le foxtrot et la valse.
Les fonctionnaires du gouvernement bénéficièrent d'une demi-journée de congé par semaine, sur leur temps de travail, pour apprendre à danser le ramwong dans les bureaux. Après la Seconde Guerre mondiale, le ramwong fut concurrencé par de nouvelles danses comme le « Luk thung » (en thaï เพลงลูกทุ่ง - chanson d'un enfant des champs) et le Cha-cha-cha, l'influence et la pratique du ramwong restèrent vivaces dans la société thaïlandaise.

## Au Laos
Fonelamvonglao (lamvonglao) est inscrit sur la liste représentative du patrimoine culturel immatériel de l'humanité par l'UNESCO en 2024.